# فحم منشط (دواء)
الفحم النّشط أيضا ما يُعرف ب: «الكربون الفعّال» والاستخدام الطبّي له يتمثل في علاج حالات التسمم والتي تحدث عن طريق الفم.وليكونَ العلاج فعّالاً يجب إستخدامه بعد فترة قصيرة من حدوث التسمم، أي تقريبًا خلال ساعة.وهذا العلاج لا يعمل في حالة التسمم بالسيانيد,المواد الآكلة ,الحديد,الليثيوم,الكحولات والماليثون. ويمكن أن يتم أخذ العلاج عن طريق الفم أو عبر الأنبوب الانفي المعدي.وله أيضا طرق أخرى تتضمن طريقة الانتشار بالدم.
الأعراض الجانبية الشائعة تتضمّن القيء,البراز الأسود، الإسهال,الإمساك.والأعراض الجانبية الأكثر جديّة هي الإصابة بالإلتهاب الرئوي ممكن بسبب الشفط الرئوي  .استخدام الفحم النشط آمن من قبل الحوامل والمُرضعات.حيث يعمل عن طريق الادمصاص للسموم.
في حين يُستخدم الفحم كعلاج في حالات التسمم منذ 1990م,وهو موضوع على قائمة منظمة الصحة العالمية للأدوية الأساسية ومن العلاجات المرادة والأفضل والأكثر أماناً في النظام الصحّي .تبلغ تكلفته الكُليّة في الدول النامية بين 0.46و 0.86 دولار أمريكي لكل جرعة .وفي الولايات المتحدة الأمريكية تبلغ تكلفة كورس العلاج أقل من 25 دولار أمريكي.

## الإستخدامات الطبيّة

### ابتلاع السموم
الفحم النّشط يستخدم لعلاج أنواع كثيرة من حالات التسمم والتي تحدثُ عن طريق الفم مثل التسمم بالفينوباربيتال وكاربامازيبين. وهو ليس فعّالاً لعدد من حالات التسمم، التي تتضمّن أحماض أو قواعد قوية مثل الحديد,الزرنيخ,الميثانول,ايثانول و االإيثيلين غليكول.
وليس هناك تجربة منضبطة معشاة يمكن تطوير مخرجاتها ولا يُنصح باستخدامه بشكل روتيني.
في دراسة حالات التسمم وُجد أن استخدام الفحم النّشط في حالات التسمم الخطيرة( مثل التسمم بمبيدات الآفات الزراعية أو من الأوليندر الأصفر) غير فعّال بإنقاذ حياة الشخص المُسمّم.

### أمور متعلّقة بالجهاز الهضمي
الفحم البسكوتي تم بدء بيعه في بداية القرن التاسع عشر بشكل أساسي كدواء لغازات البطن ومشاكل المعدة.

الأقراص وكبسولات الفحم النّشط تم استخدامها في العديد من المدن كدواء بدون وصفة طبيّة لعلاج الإسهال,عسر الهضم وغازات البطن.وهناك بعض الدلائل لقدرة الفحم النّشط على منع الإسهال لدى مرضى السرطان الذين يتعالجون بالإرينوتيكان .للفحم النّشط القدرة على منافسة بعض الأدوية على الامتصاص بالجسم وبالتالي ظهور قراءات غير حقيقية خلال التجارب الطبيّة، مثل إختبار الغواياك للبراز .الفحم النّشط ايضاً مُستخدم لتحضير الأمعاء بواسطة تقليل الغازات المعويّة قبل التصوير الاشعاعي لمنطقة البطن لتصوير عصارة المرارة,البنكرياس وحصوات الكلى.الفحم البسكوتي يسوّق له كمنتج للعناية بالحيوانات الأليفة.

## الأعراض الجانبيّة
تطبيقات غير صحيحة (داخل الرئة) نتيجة شفط رئوي والذي من الممكن أن تكون في بعض الأحيان قاتلة إذا لم يتوفر العلاج الطبي السريع.
استخدام الفحم النّشط في حالات ابتلاع مواد حامضة، قاعدية، ومشتقات البترول هو مضاد إستطبابي.

## آلية العمل
الفحم النّشط يرتبط بالسّم ويمنعه من الامتصاص خلال الجهاز الهضمي.في حال اشتباه بالتّسمم، يُعطي العامل بالمجال الطبّي الفحم النّشط في قسم الطوارئ.في حالات نادرة يُمكن إعطاء الفحم النّشط عبر الانتشار بالدم لإزالة السموم من المجرى الدموي.
الفحم النّشط يصبح خيار لعلاج تسممات كثيرة، وغيره من طرق إزالة التلوّث مثل عرق الذهب الذي يحفّز القيء أو غسل المعدة يُستخدم حاليا بنُدرة.
آلية العمل:
- ارتباط السّم يمنع المعدة والأمعاء من امتصاصه، وهذا الارتباط عكسي لذلك يمكن إضافة مفتح مثل سوربيتول.
- يعمل على قطع الدورة المعويّة الكبديّة الخاصة ببعض الأدوية/السموم ونتائج ايضها.